# Tainá Silva
Tainá Silva Bigi (Aracaju, 31 juli 1995), spelersnaam Tainá, is een Braziliaans beachvolleyballer.

## Carrière
Met Duda Lisboa werd Tainá in 2013 in Porto wereldkampioen onder de 19 en behaalde ze een negende plaats bij de WK onder 21 in Umag. Het jaar daarop eindigde het duo  bij de WK onder 21 in Larnaca opnieuw als negende. In 2015 debuteerde Tainá met Andressa Cavalcanti in de FIVB World Tour. Ze deden mee aan de kwalificaties van het Open-toernooi in Rio de Janeiro. Een jaar later speelden ze in Fortaleza voor het eerst op het hoofdtoernooi van een mondiaal toernooi. Van 2017 tot en met 2024 vormde Tainá een team met Victória Lopes. Het eerste jaar waren ze vooral actief in eigen land en behaalde ze een tweede plaats bij het CSV-toernooi van Coquimbo. In 2018 behaalde het duo vier podiumplaatsen in de Zuid-Amerikaanse competitie: zilver in Nova Viçosa en goud in Rosario, Santa Cruz Cabrália en bij de seizoensfinale in Lima. In de World Tour wonnen ze brons bij het 1-ster-toernooi van Miguel Pereira en bereikten ze de kwartfinales in Chetumal. Het jaar daarop kwamen ze op mondiaal niveau niet verder dan een negende plaats in Miguel Pereira. In het continentale circuit behaalden ze twee overwinningen (Coquimbo en Camaçari) en een tweede plaats (Brasilia). In 2021 namen Tainá en Victória deel aan vijf toernooien in de World Tour. In Itapema eindigden ze als vierde, nadat de wedstrijd om het brons van de Amerikanen Terese Cannon en Sara Hughes werd verloren.
In 2022 speelde het duo op tien toernooien in de Beach Pro Tour – de opvolger van de World Tour. Ze behaalden daarbij vier negende plaatsen (Tlaxcala, Doha, Gstaad en Uberlândia). In Viña del Mar wonnen ze het CSV-toernooi. Het seizoen daarop namen ze deel aan zestien mondiale toernooien. In Saquarema wonnen ze het zilver achter het Italiaanse tweetal Valentina Gottardi en Marta Menegatti. Bij de Challenge-toernooien in La Paz, Haikou en Nuvali behaalden ze een bronzen medaille en in Jūrmala eindigden ze als vierde. Bij de wereldkampioenschappen in Tlaxcala bereikten ze de kwartfinale, die werd verloren van de latere kampioenen Kelly Cheng en Sara Hughes. Ze sloten het seizoen af met een vijfde plaats bij de Finals in Doha. In 2024 kwamen Tainá en Victória zeven keer in actie in de Beach Pro Tour. Ze bereikten daarbij twee keer de kwartfinales (Recife en Tepic). Halverwege het seizoen wisselde Tainá van partner naar Andressa Cavalcanti. Dat jaar namen ze nog deel aan drie toernooien, waarbij ze tweemaal de kwartfinales haalden (João Pessoa en Nuvali). Het jaar daarop kwamen ze bij vier toernooien tot een negende plaats in Yucatán.

## Palmares
Kampioenschappen
- 2013:  WK U19
- 2023: 5e WK

FIVB World Tour
- 2018:  1* Miguel Pereira

Beach Pro Tour
- 2023:  La Paz Challenge
- 2023:  Saquarema Challenge
- 2023:  Haikou Challenge
- 2023:  Nuvali Challenge